# Huisstijl
|                                                                                   |  |  |
| McDonald's introduceerde een groen logo voor een milieuvriendelijker uitstraling. |  |  |

De huisstijl van een organisatie of bedrijf is de bewust gekozen wijze van  presentatie naar buiten toe.
In de enge definitie is een huisstijl de visuele identiteit van een organisatie. Het betreft uitsluitend het symbolische gedeelte van de bedrijfsidentiteit. Hieronder vallen naam, logo, kleur, typografie (lettertype), vormentaal (stramienen/vlakken/curves/opmaak) en fotografiestijl.
Al deze elementen worden consistent gebruikt in presentaties of op briefpapier, visitekaartjes, offertes, facturen, enveloppen, de website, e-mails, bedrijfskleding etc. Dat hier en daar wordt afgeweken van de standaardspelling, bijvoorbeeld bij het hoofdlettergebruik door zogenaamde "camel case" (vermenging in één woord van hoofd- en kleine letters), is een bewuste keuze in naam van de creatieve vrijheid en in het licht van de variatie bij het verwerken van teksten door middel van de computer.
Bij grote ondernemingen bewaakt doorgaans de communicatieafdeling de huisstijl. Dit kan uiteenlopen van het aanreiken van hulpmiddelen om consistent naar buiten te treden (zoals powerpoint-templates en digitale logo-bibliotheken) tot een meer politionele rol waarbij toegezien wordt op naleving van interne richtlijnen. Een huisstijl wordt vaak vastgelegd in een huisstijlhandboek.

## 'Corporate identity'
Huisstijl wordt met een Engelse term ook wel corporate identity (bedrijfsidentiteit) genoemd. Dat gaat verder dan de uiterlijke verschijningsvorm, het gaat ook over communicatie en over het gedrag van de organisatie en haar medewerkers. Deze drie elementen (vormgeving, communicatie en gedrag) dienen evenveel aandacht te krijgen bij het ontwerpen van een nieuwe huisstijl. Volgens professor C.B.M. van Riel, in het boek Identiteit en imago uit 2003, ligt het aandeel van de factor gedrag in de identiteit van een onderneming rond 90%. Vormgeving en communicatie maken dan de resterende 10% uit. Het definiëren, bewaken en actueel houden van de huisstijl wordt ook wel vormstrategie genoemd.